# Giulio Sabino (Sarti)
Giulio Sabino (título original en italiano; en español, Julio Sabino) es un dramma per musica en tres actos con música de Giuseppe Sarti y libreto de Pietro Giovannini. El mismo libreto, con el título de Epponina, había sido musicado por Giuseppe Giordani (Florencia, 1779). La ópera fue representada por vez primera el 3 de enero de 1781 en el Teatro San Benedetto de Venecia.
Posteriormente se repuso con los títulos de Epponina (en dos actos) y Tito nelle Gallie. Este drama fue muy popular en la época, tanto que, excepcionalmente, fue publicada la partitura y permaneció en cartel en las principales ciudades europeas hasta el año 1811, a menudo traducido a otras lenguas.
La ópera fue objeto de parodia en la obra de Antonio Salieri del año 1786 Prima la musica e poi le parole. La ópera se repuso en Rávena en el año 1999, y fue grabada.

## Personajes
| Personaje                                                            | Tesitura | Reparto del estreno, 3 de enero de 1781 (Director: desconocido) |
| -------------------------------------------------------------------- | -------- | --------------------------------------------------------------- |
| Annio, prefecto romano, secretamente enamorado de Epponina           | tenor    | Giuseppe Desirò                                                 |
| Arminio, gobernador de la fortaleza de Langres, enamorado de Voadice | soprano  | Pietro Gherardi                                                 |
| Epponina, supuesta viuda de Giulio Sabino                            | soprano  | Anna Pozzi                                                      |
| Giulio Sabino, jefe de los galos, marido de Epponina                 | soprano  | Gaspare Pacchierotti                                            |
| Tito, hijo del emperador Vespasiano, enamorado de Epponina           | tenor    | Giacomo Panati                                                  |
| Voadice, hermana de Giulio Sabino, enamorada de Arminio              | soprano  | Felice Zannotti                                                 |

## Argumento
La ópera, inspirada en la figura histórica de Julio Sabino, gira en torno al triunfo del amor conyugal. Se ambienta en la Galia del siglo I en tiempos del emperador Vespasiano.

## Grabación
Hay una grabación realizada en Rávena en el año 1999 por la Accademia Bizantina con dirección de Ottavio Dantone siendo intérpretes Alessandra Palomba (Arminio), Sonia Prina (Giulio Sabino), Donatella Lombardi (Voadice), Elena Monti (Epponina), Giuseppe Filianoti (Tito), Kremena Dilcheva (Annio) (Bongiovanni CD 1173251).